# Fernando Berlín
Fernando Berlín González  (Madrid, 5 de julio de 1974) es un periodista radiofónico español.

## Biografía
Director de radiocable.com, emisora por internet pionera que empezó a emitir el 14 de mayo de 1997, donde dirige el programa en Internet LaCafetera, un programa de actualidad de 60 minutos (o más) en conversación con las redes sociales. Este programa se financia gracias a las aportaciones de sus oyentes, por medio de una campaña de micromecenazgo.
Es además analista en múltiples tertulias de la Sexta y Telecinco, como en Al rojo vivo. Trabajó durante 18 años como colaborador en la Cadena SER (Hoy por hoy, Hora 25), de donde fue despedido en 2016 según él por «las batallas comerciales e ideológicas» del grupo Prisa.
Es hermano menor de la periodista Macarena Berlín (n. 1973) y autor del libro Héroes de los dos bandos, acerca de miembros de un bando que intercedieron por miembros de otro bando durante la guerra civil española y basado en la sección radiofónica que tenía en Hoy por Hoy.

### Premios
Ganó el premio Ondas «a la innovación radiofónica» en 2006, el Premio del Club Internacional de Prensa, el premio Nuevos Lenguajes de periodismo de la Fundación Coca-Cola el 28 de enero de 1999, y también fue premiado por la Asociación de Usuarios de Internet como el «Periodista que más ha aportado a la difusión de Internet».